# Bicellaria pilosa
Bicellaria pilosa är en tvåvingeart som beskrevs av William Lundbeck 1910. Bicellaria pilosa ingår i släktet Bicellaria och familjen puckeldansflugor. Arten är reproducerande i Sverige. Inga underarter finns listade i Catalogue of Life.